# Flugunfall einer CASA Aviocar in North Carolina 2022
Der Flugunfall einer CASA Aviocar in North Carolina 2022 ereignete sich am 29. Juli 2022. An diesem Tag befanden sich zwei Piloten mit einer CASA Aviocar im Anflug auf den Raeford West Airport, als die Maschine abrupt auf der Landebahn aufsetzte, woraufhin das Fahrwerk abriss. Die Piloten leiteten daraufhin ein Durchstarten ein. Während des zweiten Anfluges öffnete der Erste Offizier die hintere Laderampe, sprang (mutmaßlich in suizidaler Absicht) aus der Maschine ab und fiel in den Tod. Der Flugkapitän konnte die Maschine mit einem Ringelpiez auf dem Raleigh-Durham International Airport erfolgreich notlanden.

## Maschine
Bei der betroffenen Maschine handelte es sich um eine 1983 gebaute CASA C-212 Aviocar 200 aus spanischer Produktion. Die Maschine mit der Werknummer 291  wurde zunächst mit dem Luftfahrzeugkennzeichen EC-DTU auf den Hersteller zugelassen. Am 2. Mai 1985 wurde die Maschine an die HawaAir ausgeliefert, bei der sie das Kennzeichen OO-FKY erhielt. Im September 1986 verleaste die Fluggesellschaft Finop Lease die Maschine an European Air Transport, bei der die Maschine mit dem Taufnamen City of Hamburg betrieben wurde. Die Maschine wurde anschließend durch die Sky Service betrieben. Ab März 1991 war sie mit dem Kennzeichen C9-ATY auf die Linhas Aéreas de Moçambique zugelassen. Die Maschine wurde anschließend mit dem Kennzeichen ZS-PBM auf PJ Aero Services zugelassen. Am 10. Juni 2005 wurde die Maschine von CASC Inc. gekauft und mit dem Luftfahrzeugkennzeichen N497CA wiederzugelassen. Ab dem 27. Januar 2006 war die Maschine für Fayard Enterprises in Betrieb, am 26. Januar 2011 übernahm Rampart Equileasing die Maschine. Das zweimotorige Regionalverkehrsflugzeug war mit zwei Turboproptriebwerken des Typs Garrett TPE331-10R-511C ausgerüstet.

## Insassen
Es befand sich eine zweiköpfige Besatzung an Bord der Maschine, bestehend aus einem Flugkapitän und einem Ersten Offizier.

## Unfallhergang
Mit der Maschine wurden an dem Tag zwei Absetzflüge geflogen. Die Piloten befanden sich auf dem Flug nach Raeford, um ein drittes Mal Fallschirmspringer aufzunehmen. Die Maschine wurde auf dem Flug vom Ersten Offizier gesteuert. Beim ersten Anflug sank die Maschine unter die Sicherheitsflughöhe und prallte auf der Landebahn auf, woraufhin die Piloten ein Durchstarten einleiteten. Die Maschine wurde dabei schwer beschädigt, das rechte Hauptfahrwerk wurde abgeschert. Die Piloten ließen die Maschine auf eine Höhe von 400 Fuß steigen und überflogen die Landebahn 20 in geringer Höhe, damit das Flughafenpersonal vom Boden aus die bei der Bruchlandung entstandenen Schäden an der Maschine sichten konnte. Die Fluglotsen von Raeford West teilten dem Kapitän mit, dass man das abgerissene rechte Hauptfahrwerk von der Landebahn geborgen habe. Der Flugkapitän wies daraufhin den Ersten Offizier an, Luftnotlage zu erklären und eine Notlandung auf dem Raleigh-Durham International Airport zu erbitten. Auf dem Flug nach Raleigh stimmten die Piloten den Anflug und die Landung mit der dortigen Flugsicherung ab, wobei der Erste Offizier für den Funkverkehr zuständig war und der Flugkapitän die Maschine steuerte.
Der Flugkapitän berichtete später, dass auf dem Flug leichte Turbulenzen herrschten. Der Erste Offizier erhielt von der Flugsicherung in Raleigh die Instruktionen für den Anflug und die Notlandung. Etwa 20 Minuten, nachdem die Piloten in Richtung Raleigh umgekehrt waren, habe der Erste Offizier aufgrund der Notlandung einen sichtlich bedrückten Eindruck gemacht. Er habe das seitliche Cockpitfenster geöffnet. Der Flugkapitän äußerte die Vermutung, dass dem Ersten Offizier zu diesem Zeitpunkt womöglich schlecht geworden war. Der Flugkapitän übernahm der Funkkontakt mit der Flugsicherung, während der Erste Offizier die hintere Rampe öffnete, was darauf schließen ließ, dass ihm schlecht geworden war und er Luft schnappen  musste. Der Erste Offizier sei daraufhin aufgestanden, habe sein Headset abgelegt und sich entschuldigt. Er sei anschließend zur hinteren Rampe gegangen und sei durch diese von der Maschine abgesprungen. Der Flugkapitän sei dann eine Rechtskurve geflogen, um nach dem Ersten Offizier Ausschau zu halten, schließlich habe er dann aber den Flug nach Raleigh fortgesetzt, wo er einen Anflug aus geringer Höhe und die Notlandung durchführte. Bei der Notlandung kam die Maschine nach rechts von der Landebahn ab und kam im Gras zum Stehen.

## Unfalluntersuchung
Die Unfalluntersuchung ergab erhebliche Schäden am rechten Hauptfahrwerk, dessen Befestigungspunkten sowie am Rumpf in dem Bereich, wo sich die Befestigungspunkte befinden.
Der Flugkapitän äußerte später, dass sich sechs Fuß oberhalb der Rampe eine Stange befand, die man bei Absprüngen aus der Maschine greifen konnte. Der Flugkapitän gab zu Protokoll, dass er nicht beobachten konnte, dass der Erste Offizier diese Stange genutzt habe.